# Chasing Cars
Chasing Cars – ballada rockowa grupy Snow Patrol, pochodząca z jej czwartego albumu, Eyes Open. 24 lipca 2006 roku została wydana jako singel w Wielkiej Brytanii. Utwór stał się bardzo popularny w Stanach Zjednoczonych, po tym, gdy został wykorzystany w jednym z odcinków serialu telewizyjnego Chirurdzy. Piosenka była najlepiej sprzedającym się singlem w historii zespołu. Zajęła ona również czternaste miejsce pośród najczęściej kupowanych piosenek 2006 roku w Wielkiej Brytanii. Singel pokrył się platyną w Stanach Zjednoczonych oraz srebrem w Anglii.

## Historia
Fani mieli okazję po raz pierwszy usłyszeć „Chasing Cars” podczas koncertów w ramach trasy promującej Final Straw. Była ona wykonywana wraz z dwoma innymi nowymi utworami – „Your Halo” i „It’s Beginning to Get to Me”, zwiastującymi nową, jeszcze niewydaną płytę zespołu, Eyes Open. Od tego czasu, kompozycja oraz tekst piosenki zmieniały się nieznacznie.
Gary Lightbody, frontman Snow Patrol, stwierdził, że piosenka jest „najczystszą i najbardziej otwartą piosenką miłosną, jaką kiedykolwiek napisał”. Fraza „Chasing Cars” została użyta przez ojca Lightbody’ego, w odniesieniu do dziewczyny, w której podkochiwał się wokalista – „Jesteś jak pies goniący samochód. Nigdy go nie złapiesz, a jeśli byś tego dokonał, nie wiedziałbyś, co z nim zrobić”.

## Sukces
„Chasing Cars” została użyta w serialu telewizyjnym Pogoda na miłość, w odcinku „The Show Must Go On”, który swoją emisję w Stanach Zjednoczonych miał 3 maja 2006 roku. Mimo iż widownię serialu stanowili głównie młodzi widzowie, epizod ten, podobnie jak i cała seria, cieszył się zaledwie ok. 2,8 milionową widownią, co nie spowodowało znaczącego wzrostu zainteresowania samym utworem. Sytuacja zmieniła się kilka tygodni później, kiedy piosenka została wykorzystana w finałowym odcinku drugiego sezonu innego amerykańskiego serialu, Chirurdzy. Przyczyniło się to do nagłego zwiększenia sprzedaży internetowej piosenki. 13 września 2006 roku, dzień po wydaniu DVD drugiej serii Chirurgów, utwór stał się najczęściej ściąganą piosenką w amerykańskim iTunes Store.
Piosenka została wydana jako singel w lipcu 2006 roku i, w odpowiedzi na dużą sprzedaż cyfrową, uplasowała się na miejscu #6 brytyjskiej listy UK Singles Chart, podczas gdy album cały czas pozostawał poza zestawieniem. Wersja singla na CD została wkrótce wycofana ze sklepów, powodując tym samym, że utwór opuścił wszystkie notowania.
Utrzymująca się wysoka sprzedaż singla pozwoliła na to, by trafił on do czołowej dwudziestki notowań. „Chasing Cars” spędziła 65 tygodni na liście siedemdziesięciu pięciu najlepszych piosenek, stając się tym samym trzecim w historii utworem pod względem czasu spędzonego na listach. Piosenkę wyprzedzili tylko Judy Collins z „Amazing Grace” (67 tygodni) oraz Frank Sinatra z „My Way” (122 tygodnie).

## Osiągnięcia
Piosenka zajęła pierwsze miejsce w zestawieniu Top 500 Songs of All Time sporządzonym przez brytyjskie radio Virgin Radio.
„Chasing Cars” była nominowana do nagrody Grammy w kategorii „Best Rock Song” oraz do nagrody BRIT Award w kategorii „Best Song”.
W kwietniu 2007 roku, piosenka zajęła pierwsze miejsce w zestawieniu Top 500 Songs: The Words Behind the Music sporządzonym przez radio Bristol’s GWR FM.

## Inne wersje
Snow Patrol zagrał „Chasing Cars” podczas swojego występu w programie Late Night with Conan O’Brien. Ostatnie wykonanie miało miejsce w trakcie brytyjskiego programu muzycznego Top of the Pops. Zespół zagrał piosenkę także podczas programu Saturday Night Live, 17 marca 2007 roku. Jednym z najważniejszych wykonań utworu było zagranie go podczas serii koncertów Live Earth.
Parodia piosenki, zatytułowana „Chasing Bars” eBaum’s World zawierała częściowo zmieniony fragment tekstu z „If I lay here, if I just lay here. Would you lie with me and just forget the world?” na „If I drink beer, if I drink a lot of beer. Would you drink with me and just forget the world?”.
Piosenka w wersji trance została zremiksowana przez Blake’a Jarrella i Tophera Jonesa, a jej premiera miała miejsce 17 kwietnia 2006 roku w programie A State of Trance.
Piosenka została użyta jako mashup przez Party Bena, który stworzył kombinację „Chasing Cars” z „Every Breath You Take” The Police.
W marcu 2007 roku, Natasha Bedingfield wykonała cover piosenki na antenie irlandzkiego radia Today FM.
W czerwcu 2007 roku, Faith Hill i Tim McGraw wykonali piosenkę w duecie podczas koncertu Soul2Soul 2007.
7 lipca 2007 roku, grupa wykonała piosenkę podczas koncertu w ramach Live Earth na Stadionie Wembley. Tej samej nocy zespół raz jeszcze zagrał „Chasing Cars”, w trakcie swojego występu na irlandzkim festiwalu Oxegen.

## Wideoklip
Do piosenki zostały nakręcone dwa wideoklipy. Jeden przeznaczony do wyświetlania w Stanach Zjednoczonych, a drugi w Wielkiej Brytanii. W brytyjskiej wersji wokalista grupy Gary Lightbody leży na ziemi, a kamera filmuje go z różnych stron. Gdy zaczyna padać deszcz Gary wskakuje do znajdującego się za nim basenu. Na koniec teledysku Lightbody wychodzi z basenu, staje na nogach i patrzy prosto w obiektyw kamery. Amerykańska wersja przedstawia Lightbody’ego leżącego na ziemi w zatłoczonych miejscach, śpiewającego jednocześnie „Chasing Cars”. Tłumy ludzi ignorują go, krocząc tuż koło niego. Miejsca, w których leży to m.in. dolina oraz ruchome schody.

## Lista utworów
Wersja 1
1. „Chasing Cars” (edycja radiowa) – 4:10
2. „Chasing Cars” – 4:27

Brytyjskie wydanie promo CD z lipca 2006.
Wersja 2
1. „Chasing Cars” – 4:27
2. „It Doesn’t Matter Where, Just Drive” – 3:37

Brytyjskie wydanie CD, dostępne od 24 lipca 2006 roku.
Wersja 3
1. „Chasing Cars” – 4:27
2. „Play Me Like Your Own Hand” – 4:15

Brytyjskie wydanie na 7", dostępne od 24 lipca 2006 roku.
Wersja 4
1. „Chasing Cars” – 4:27
2. „Play Me Like Your Own Hand” – 4:15
3. „It Doesn’t Matter Where, Just Drive” – 3:37

Europejskie wydanie CD z października 2006 roku.
Wersja 5
1. „Chasing Cars” – 3:58

Amerykańskie wydanie promo CD z lipca 2006 roku.
Wersja 6
1. „Chasing Cars” (na żywo z Toronto) – 4:28

Wydanie singla w amerykańskim iTunes Store z 6 czerwca 2006 roku.
Wersja 7
1. „Chasing Cars”
2. „You’re All I Have” (na żywo z BNN)
3. „How To Be Dead” (na żywo z BNN)
4. „Chasing Cars” (na żywo z BNN)

Specjalne holenderska edycja singla.
Wersja 8
1. „Chasing Cars” (edycja radiowa)
2. „Chasing Cars”

Meksykańskie wydanie promo CD.
Wersja 9
1. „Chasing Cars” (edycja radiowa)
2. „Chasing Cars”

Australijskie wydanie promo CD.

## Notowania
| Kraj/lista (2006)                                           | Pozycja |
| ----------------------------------------------------------- | ------- |
| Australia (ARIA)                                            | 1       |
| Hiszpania (iTunes Store)                                    | 1       |
| Irlandia (Irish Singles Chart)                              | 1       |
| Singapur (Top 20)                                           | 1       |
| Stany Zjednoczone (Billboard Hot Adult Contemporary Tracks) | 1       |
| Stany Zjednoczone (Billboard Hot Adult Top 40 Tracks)       | 1       |
| Belgia (Ultratop)                                           | 3       |
| Czechy (Czech IFPI Chart)                                   | 3       |
| Łotwa (Latvian Airplay Top)                                 | 3       |
| Radio Doble Nueve 101 Rock Tracks Of 2006                   | 3       |
| Nowa Zelandia (RIANZ Singles Chart)                         | 4       |
| Stany Zjednoczone (Billboard Hot 100)                       | 5       |
| Stany Zjednoczone (Billboard Modern Rock Tracks)            | 5       |
| Szwajcaria (Swiss Single Chart)                             | 5       |
| Stany Zjednoczone (Billboard Pop 100)                       | 6       |
| United World Chart                                          | 6       |
| Wielka Brytania (UK Singles Chart)                          | 6       |
| Holandia (Mega Top 50)                                      | 8       |
| Niemcy (German Singles Chart)                               | 8       |
| Austria (Austria Singles Chart)                             | 10      |
| Eurochart Hot 100 Singles                                   | 12      |
| Niemcy (German Airplay Chart)                               | 18      |
| Holandia (Dutch Top 40)                                     | 24      |
| Polska (Polish Singles Chart)                               | 54      |
| Francja (French Singles Chart)                              | 57      |
| Słowacja (Slovakia IFPI Chart)                              | 59      |